# Municipal Joan Capdevila
L'estadi Municipal Joan Capdevila és un estadi on juga la Unió Esportiva Tàrrega. L'estadi porta el nom del futbolista Joan Capdevila i Méndez nascut a la ciutat de Tàrrega.